# Dammarie-en-Puisaye
Dammarie-en-Puisaye is een gemeente in het Franse departement Loiret (regio Centre-Val de Loire) en telt 162 inwoners (2004). De plaats maakt deel uit van het arrondissement Montargis.

## Geografie
De oppervlakte van Dammarie-en-Puisaye bedraagt 25,9 km², de bevolkingsdichtheid is 6,3 inwoners per km².
De onderstaande kaart toont de ligging van Dammarie-en-Puisaye met de belangrijkste infrastructuur en aangrenzende gemeenten.

## Demografie
Onderstaande figuur toont het verloop van het inwonertal (bron: INSEE-tellingen).